# همایش بین‌المللی احزاب و سازمان‌های مارکسیست–لنینیست (نشریه بین‌الملل)
همایش بین‌المللی احزاب و سازمان‌های مارکسیست لنینیست (نشریه بین‌الملل) (به انگلیسی: International Conference of Marxist–Leninist Parties and Organizations (ICMLPO)) شبکه‌ای متشکل از احزاب و سازمان‌های سیاسی معتقد به «مارکسیسم-لنینیسم-اندیشهٔ مائوتسه دون» بود که در سال ۱۹۹۸ توسط حزب مارکسیست-لنینیست آلمان بنیانگذاری شد. این تجمع هر دو یا سه سال یکبار تشکیل می‌شد. همایش بین‌المللی توسط «گروه هماهنگی مشترک» سازماندهی می‌شد و هر دو یا سه سال یک بار برگزار می‌شد. همایش بین‌المللی از سال ۲۰۱۱ دیگر وجود ندارد.
این تجمع را گاه «همایش بین‌المللی احزاب و سازمان‌های مارکسیست لنینیست (مائوئیست)» نیز می‌نامیدند. استفاده از پسوند نشریۀ بین‌الملل به دنبال نام همایش بدین علت بود که از جریان مشابهی با نام همایش بین‌المللی احزاب و سازمان‌های مارکسیست لنینیست (اتحاد و مبارزه) که سازمانی خوجه‌ئیست است تمیز داده شود. همایش موسوم به اتحاد و مبارزه در سال ۱۹۹۴ در کیتو تأُیس شد و تا به امروز نیز به فعالیت خود ادامه داده‌است.